# Carsten Gossmann
Carsten Gossmann (* 31. März 1974 in Düsseldorf; † 20. Januar 2024) war ein deutscher Eishockeytorwart, der in seiner aktiven Zeit von 1994 bis 2002 unter anderem für die Düsseldorfer EG in der Deutschen Eishockey Liga spielte.

## Karriere
Carsten Gossmann begann seine Karriere als Eishockeyspieler bei der Düsseldorfer EG, für die er in der Saison 1994/95 sein Debüt in der Deutschen Eishockey Liga gab. In seinem Rookiejahr stand der Torwart insgesamt zwölfmal zwischen den Pfosten. In der folgenden Spielzeit gelang ihm mit seiner Mannschaft der Gewinn der Deutschen Meisterschaft, wobei er selbst in 14 Spielen zum Einsatz kam. Nach diesem Erfolg verließ der ehemalige Junioren-Nationalspieler die Landeshauptstadt von NRW und unterschrieb beim EV Duisburg in der zweitklassigen 1. Liga Nord.
Im Sommer 1998 unterschrieb Gossmann bei Duisburgs Ligarivalen Ratinger Ice Aliens. Nachdem er in dieser nur 15-mal aufgelaufen war, schloss er sich dem Regionalligisten Neusser EV an, bei dem er zwei Spiele aushalf, wie in der Saison 2001/02 bei seinem Ex-Klub aus Düsseldorf, bei dem er zwei Monate aushalf und anschließend im Alter von 28 Jahren seine Karriere beendete.

### International
Für Deutschland nahm Gossmann an der U18-Junioren-Europameisterschaft 1992 und U20-Junioren-Weltmeisterschaft 1994 teil, bei der er mit seiner Mannschaft den siebten Platz belegte. Als Ersatztorwart blieb er in den sieben Spielen ohne Einsatz.

## Erfolge und Auszeichnungen
- 1996 Deutscher Meister mit der Düsseldorfer EG

## Privates
In der Session 2017/18 war Carsten Gossmann der Prinz Karneval, Carsten II. im Düsseldorfer Karneval. Gossmanns Vater Rainer Gossmann (1942–2025) war ebenfalls Eishockeytorwart.
Gossmann starb am 20. Januar 2024 im Alter von 49 Jahren.